# Junggesellenmaschine
Junggesellenmaschine (französisch „Machine Célibataire“, englisch „Bachelor Machine“) ist ein Begriff, den ungefähr ab 1913 Marcel Duchamp im Zusammenhang mit Teilen seiner Arbeit benutzte, die er 1915 bis 1923 zum Großen Glas zusammensetzte. 1954, in Die Junggesellenmaschinen (französisch: Les Machines Celibataires) erweitert Michel Carrouges den Begriff: Nach Carrouges ist eine „Junggesellenmaschine“ ein phantastisches Vorstellungsbild, das Liebe in einen Todesmechanismus umwandelt. Sie besteht aus zwei bildlichen Bereichen, einem sexuellen und einem mechanischen, beide unterteilen sich wieder in einen männlichen und einen weiblichen Bereich.

## Begriffsgeschichte
Duchamp bezeichnet zunächst den unteren Teil seines Werkes Die Neuvermählte/Braut von ihren Junggesellen entkleidet, sogar (französisch: La Mariée mise à nu par ses célibataires, même), auch Großes Glas genannt, ausdrücklich als „Junggesellenmaschine“. Im unteren Teil des Großen Glases befinden sich links die Junggesellen, die durch ihr Begehren nach der Braut die Schokoladenreibe rechts daneben in Gang setzen.
Später, in „Les Machines Celibataires“ von Carrouges, wurde der Begriff Junggesellenmaschine das Leitmotiv einer Analyse der ungefähr zwischen 1850 und 1925 in Kunst und Literatur variierten mechanistischen Vorstellungen über gesellschaftliche, erotisch-sexuelle und religiöse Zusammenhänge. Das mechanistische Weltbild dieser Zeit hatte phantastische Vorstellungen über das mechanische Funktionieren der Geschichte, über Mechaniken in der Beziehung der Geschlechter zueinander und über die Beziehungen des Menschen zum mechanischen Diktat einer höheren mentalen Instanz hervorgebracht. Carrouges macht die Struktur eines Mythos der „Junggesellenmaschine“ erkennbar, der Duchamps Werk „Großes Glas“ und die Maschine in Franz Kafkas Erzählung In der Strafkolonie verbindet. Der Mythos und seine Struktur erscheinen ebenso in den Werken anderer Künstler und Literaten dieser Zeit, oft als Imagination erotisch aufgeladener Maschinen und Apparate, die natürliche Reproduktion ersetzen.
„Wir sind mit dem Mythos in der Zeit von Freud, der Maschinen, der Horrorfiguren, der Entdeckung der vierten Dimension, des Atheismus, des militanten Junggesellentums beider Geschlechter mit dem Verzicht auf Prokreation. In Erfindungen der Zeit wird eine sexuelle und erotische Konnotation hereingelesen, und die technischen Innovationen werden als Metaphern eines geschlossenen Kreislaufes verwendet: so Alfred Jarry das Fahrrad und den elektrischen Stuhl in Surmâle, Duchamp das Fahrrad, die Kaffeemühle, die Schokoladenreibe und die optischen Apparate, Kafka die Druckmaschine, Villiers de l’Isle-Adam den Androiden, die Science-Fiction-Literatur den Computer und die Rakete.“
Im Klima der gesellschaftlichen Auseinandersetzungen im westlichen Europa der 1970er Jahre wurden Vorstellungen über Junggesellenmaschinen neu interpretiert und erweitert. So beziehen sich Gilles Deleuze und Félix Guattari 1972 in „Anti-Ödipus, Kapitalismus und Schizophrenie“ zwar auf Vorstellungen eines maschinellen Unbewussten, die Jacques Lacan entwickelte, aber auch auf die Theorie von Carrouges und den Begriff von Duchamp.
Die 1975 von Harald Szeemann kuratierte große Kunstausstellung „Junggesellenmaschinen / Les Machines Célibataires“ versucht, diesen Mythos zu visualisieren. Sie reiste zu 9 Ausstellungsorten in Europa, darunter die Biennale Venedig, das Museum des 20. Jahrhunderts (heute Museum Moderner Kunst Stiftung Ludwig) in Wien und das Stedelijk Museum Amsterdam. Die Ausstellung führte in geistesgeschichtliche Hintergründe technischer und gesellschaftlicher Umwälzungen ein, die unter anderem als Digitalisierung bis heute fortwirken (siehe „Cyberspace und Junggesellenmaschinen“ in Ars Electronica ARTificial Intelligence & ARTificial ART). Durch die Ausstellungen und die Rezeption des Kataloges wurde der Begriff zu einem in der Kulturszene bekannten Code.

## Konzept
Eine Junggesellenmaschine ist eine geistige Maschine, die in einer einfachen Variante aus zunächst zwei Ebenen besteht, die in Anlehnung an die von Sigmund Freud beschriebene Unterteilung in „Über-Ich“, „Ich“ und „Es“ verständlich werden. In Junggesellenmaschinen wie dem „Großen Glas“ von Duchamp und der Maschine in der Strafkolonie von Kafka gibt es, entfernt vergleichbar dem Über-Ich, eine obere Zone mit einer Inschrift (einem Code), „die durch einen Zeichner die Botschaft in eine untere Zone weitergibt: bei Kafka ist es das Einschreiben des Urteils in den Rücken des Verurteilten mittels der Egge.“ Eine dritte, dem Es vergleichbare Zone, ein Verdrängungslager, Libidoreservoir und letztes Bollwerk des Lebenswillens besteht in einer Junggesellenmaschine nicht mehr oder wird in ihr ausgelöscht. Macht hat nur die obere Zone, die autoritäre Vorschriften erlässt, gesellschaftliche Notwendigkeiten phantasiert, unmenschliche Zeitpläne aufstellt, ihre absolute Einhaltung kontrolliert und den Ablauf sinnentleerten zukünftigen Geschehens programmiert und lückenlos überwacht. „Diese Reduktion auf zwei Zonen erklärt, wieso die Inschriften oder Foltern immer von der oberen Zone her kommen und stets Erfolg haben, (…).“.

## Mythos und Umfeld
Der Mythos der Junggesellenmaschine steht in Verbindung mit dem am Beginn der Science-Fiction-Literatur zeittypischen Interesse für fiktive Maschinen bei Autoren wie H. G. Wells, Jules Verne oder George Henry Weiss (Pseudonym Francis Flagg) mit seiner Geschichte The Heads of Apex.

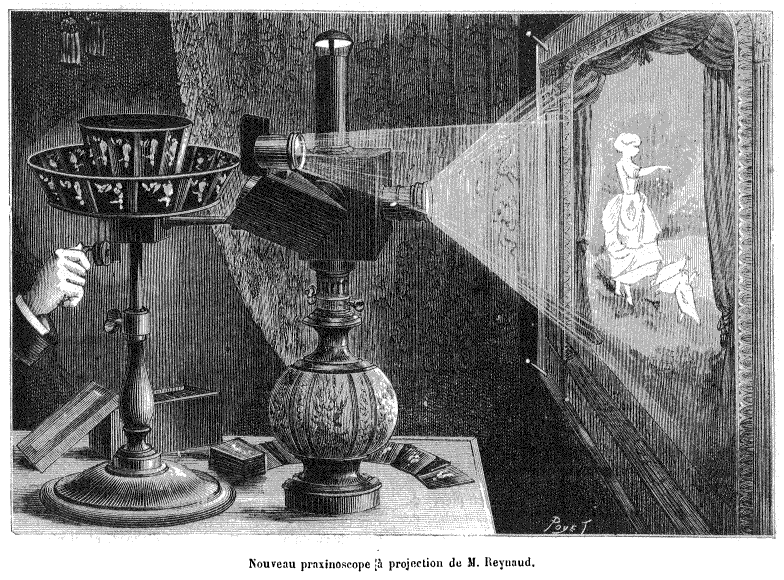
Aus „La Nature“ 1882: Emile Reynaud Praxinoskop

Marcel Duchamp las wie Jules Verne, Max Ernst oder Francis Picabia die reich illustrierte Zeitschrift La Nature. Revue des sciences et de leurs applications aux arts et à l'industrie (Die Natur. Zeitschrift für die Wissenschaften und ihre Anwendungen in den Künsten und in der Industrie), in der mehrere Schriftsteller und Künstler ihre Inspiration zu „metaphorischen Maschinen“ fanden.
Die gegenwärtige Bedeutung wird bereits 1940 im Roman „Morels Erfindung“ von Adolfo Bioy Casares erkennbar: Morels Erfindung ist eine Maschine, die lebendige Wesen aufnimmt, um eine Sequenz ihres Lebens gemäß der Logik einer Junggesellenmaschine als tote dreidimensionale Aufzeichnung, ähnlich einer endlos wiederholten Filmschleife, zu reproduzieren. In diesem Bild sind Charakteristika des als Selbstarchivierung funktionierenden digitalen Zeitalters bereits poetisch vorweggenommen.
Das 1967 von Lewis Mumford veröffentlichte Werk Der Mythos der Maschine bezieht sich nicht ausdrücklich auf Junggesellenmaschinen, beschreibt jedoch die Entstehung und Entwicklung der Zivilisation in einem ähnlich kritischen Sinn: Als Konstruktionsvorgang einer hierarchisch aufgebauten, technisch-kulturellen Megamaschine, der von Machtinteressen der Organisatoren geleitet ist und Menschen als Teil einer militärisch organisierten gesellschaftlichen Maschine funktionalisiert. Mumford versucht, wie in einer Maschine ineinandergreifende gesellschaftliche Vorgänge (Staatsmaschine), zusammen mit technischen Errungenschaften, als Zivilisation in ihrer tatsächlichen historischen Entwicklung zu beschreiben.
Die von Künstlern und Literaten erdachten Junggesellenmaschinen zielen dagegen unmittelbar auf die Phantasie der Rezipienten. So unmenschlich die Junggesellenmaschinen für ihre imaginierten Opfer sind, als künstlerische Erfindungen richten sie sich gegen mechanistische Herrschaftsmodelle: „Junggesellenmaschinen aber sind Maschinen, die sich negieren. Sie bejahen die Herrschaft des Technischen und des Mechanischen nicht, sondern sabotieren sie, und jede von ihnen zeugt auf ihre Weise vom Protest des individuellen Geistes gegen das mechanische und mechanisierende Denken.“
Mit der Analyse von Michel Carrouges wird erkennbar, dass Junggesellenmaschinen mehr sind als bloß phantastische Vorstellungsbilder ohne Realitätsbezug. Manfred Pabst: „Lacan geht (…) bei der Analyse der psychischen Funktionen von dem Maschinenmodell aus, wenn er ausführt, daß, auch wenn alle Menschen von der Erde verschwunden seien, noch imaginäre Bilder in Spiegeln existieren.“ Pabst zitiert Lacan: „Eine materialistische Definition des Bewußtseins liefert daher eine Bewußtseinsmaschine des Imaginären, die immer dann zustande kommt, wenn ‚eine Oberfläche gegeben ist dergestalt, daß sie das produzieren kann, was man ein Bild nennt‘.“
Deleuze und Guattari verdichten in „Anti-Ödipus“ in Abgrenzung zu Lacan die Vorstellung eines produktiv gedachten maschinellen Unbewussten zum Begriff der Wunschmaschine (französisch: machine désirante, wörtlich übersetzt: Begehrensmaschine): „Im überbordenden Maschinenvokabular des Anti-Œdipe wird alles zur Maschine: das Begehren, die Gesellschaft, die Sprache, der Körper, das Leben, die Wirtschaft, die Literatur, die Malerei, die Phantasie, die Schizophrenie, der Kapitalismus.“
Jean Baudrillard bemerkt in den 1980er Jahren: „Bin ich nun Mensch, oder bin ich Maschine? Es gibt heute keine Antwort mehr auf diese Frage: realiter und subjektiv bin ich Mensch, virtuell und praktisch bin ich Maschine.“ Die globale zivilisatorische Megamaschine hat alle Menschen erfasst. Am digitalen Interface wird die simulierte Wirklichkeit zur virtuellen Realität, und die Menschen „frönen lieber dem Schauspiel des Denkens als dem Denken selber“.

## Junggesellenmaschinensammlung
- Die Maschinen in den Romanen von Raymond Roussel, Locus Solus und Eindrücke aus Afrika (Impressions d’Afrique)
- Die Grube und das Pendel bei Edgar Allan Poe
- Das Fahrrad, der Supermann und der elektrische Sessel in Der Supermann (Le Surmâle) von Alfred Jarry.